# Chthoneis altimontana
Chthoneis altimontana es un coleóptero de la familia Chrysomelidae.
Fue descrita científicamente en 1956 por Bechyne.